# منثول
المنثول هو زيت طيار له رائحة عطرية مميزة. مركب عضوي موجود في بعض النباتات العشبية ويستخرج غالبا من النعناع أو عشبة الفليو، ويعتبر المنثول نوع من الكحول الثانوي المشبع لاحتوائه على رابط الهيدروكسيل OH-
المنثول هو زيت النعناع وهو خلاصة من أجزاء عشبة النعناع الفلفلي، الذي ظل مستخدما كعامل مساعد في الهضم منذ أقدم العصور. وأصبح يستخدم في هذه الأيام كأحد إضافات الطعم للمنتجات الصحية، مثل معاجين الأسنان وغسولات الفم والغرغرة. كما يستخدم «المنثول»، وهو أحد مركبات زيت النعناع، في المستحضرات التي توضع على الجسم لتخفف حالات مثل الاحتقان وآلام العضلات والحروق السطحية. كما يستخدم كمهدئ للسعال ولتخفيف الاحتقان في المجاري الأنفية والرئوية التنفسية وتهويتها.

## الخصائص الحيوية
من خلال أخذ عينة لبلورة مينثول على درجة حرارة الغرفة لوحظ أن قدرة المينثول على تحريك مستقبلات TRPM8 [الإنجليزية] الحساسة للبرودة في خلايا الجلد  مسؤولة عن البرودة التي نشعر بها عند استنشاق المينثول أوأكله أو وضعه على الجلد. هذه الخاصية شبيهة بالفلفل، المسؤول كيميائيا عن الحرارة الناتجة من تناول الفلفل الحار (بالتالي يحفز مستشعر الحرارة [الإنجليزية] دون حدوث أي تغيير فعلي على درجة الحرارة)
بتم التحكم بالخصائص المسكنة للمينثول عن طريق تحفيزا متخصص لمستقبل كابا الافيوني . يعمل المينثول أيضا على اغلاق قنوات الصوديوم الحساسة للشحنة، ما يقلل من النشاط العصبي الذي قد يحفز العضلات. اظهرت دراسة ان الامتصاص الموضعي للإيبوبروفين لا يزداد مع المينثول، لكنه يسجل تاثير كامل للمينثول كمسكن للالم نفسه.
يستعمل المينثول بشكل واسع في مجال العناية بالاسنان كمضاد موضعي للبكتيريا، فعال ضد مختلف الأنواع من بكتيريا العقديات والملبنات.

## التاريخ
هناك أدلة  أن المنتول قد عرف في اليابان لأكثرمن 2000 سنة، ولكن في الغرب لم يتم عزلها حتى 1771، قبل هيرونيموسديفيد غوبيوس [الإنجليزية]. المواصفات المبكرة تم القيام بها من قبل أوبنهايم،  بيكيت،  موريا،  واتكينسون.وتم تسميتها من قبل F.L. ألفونس أوبنهايم (1833-1877) في عام 1861.

## الحالة الرسمية
- دستورالأدوية في الولايات المتحدة الأمريكية 23 [12] {
- دستور الأدوية اليابانية 15 [13]
- دستور كيميائيات الاغذية [الإنجليزية] [14]

## علم السموم
تناول المنثول النقي يمكن أن يكون ساما، والجرعة الزائدة يمكن أيضا ان تحدث من خلال الإفراط في استهلاك المنتجات التي تحتوي على المنثول  وقد قدرت الجرعة القاتلة عن طريق الفم في المتوسط 192 ملغ / كغ. مصادرأخرى تعطي أرقام أعلى من ذلك بكثير مثل 2900 ملغ / كغ.